# Kościół św. Erazma w Barwałdzie Dolnym
Kościół św. Erazma w Barwałdzie Dolnym – znajduje się we wsi w województwie małopolskim, w powiecie wadowickim, w gminie Wadowice. Świątynia należy do archidiecezji krakowskiej.

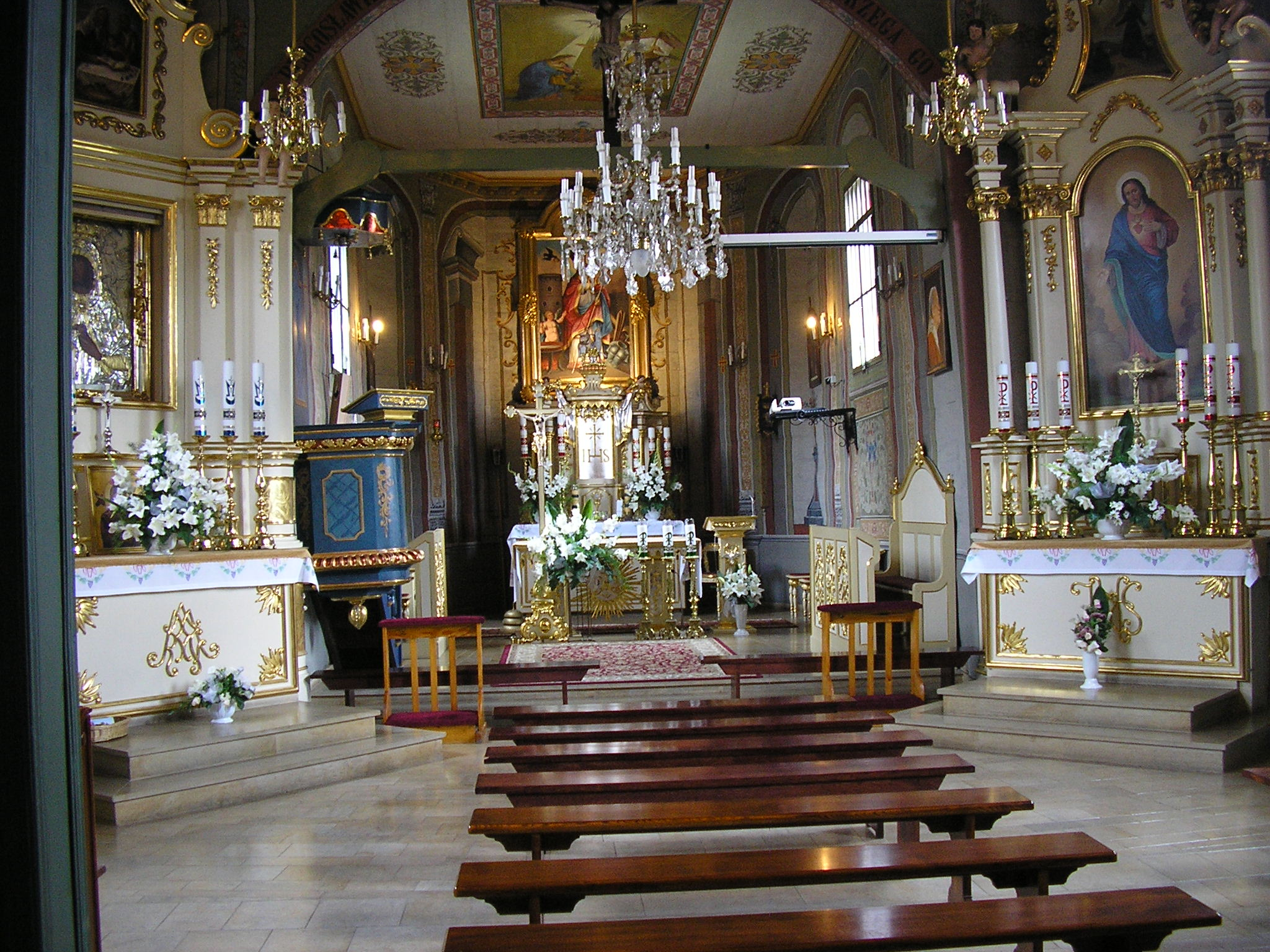
Wnętrze kościoła

Kościół św. Erazma został zbudowany w drugiej połowie XVIII wieku za sprawą Jana Biberstein-Starowieyskiego, właściciela starostwa barwałdzkiego. Wieża kościoła jest pozostałością po poprzednim XVI-wiecznym kościele Wniebowzięcia Najświętszej Marii Panny. W latach trzydziestych XX wieku dobudowano kruchtę.

## Architektura
Kościół został zbudowany w oparciu o konstrukcję zrębową, o ścianach pokrytych pionowo listwowaniem. Dach świątyni jest dwuspadowy, pokryty gontem, nad prezbiterium i kruchtami trójpołaciowy. Wieża kościoła została zbudowana na konstrukcji słupowo-ramowej a na jej szczycie umieszczono hełm baniasty z latarnią i cebulką. W przyziemiu wieży umieszczono zakrystię a do nawy przylegają kruchty. Położenie wieży po wschodniej stronie prezbiterium a nie po zachodniej stronie nawy jest rzadko spotykany. Wewnątrz kościoła znajduje się na ścianach polichromia z końca XVIII wieku, o motywach figuralnych, roślinnych i geometrycznych. Na stropie kościoła umieszczony jest obraz Zwiastowanie Najświętszej Marii Panny a w nawie obraz Przemienienie Pańskie na Górze Tabor. Świątynia posiada trzy ołtarze. Na głównym znajduje się obraz Św. Erazma z XVIII wieku, w lewym ołtarzu XVI-wieczny obraz Matki Boskiej z Dzieciątkiem zwany również Matka Boską Barwałdzką, a w prawym obraz Św. Trójcy z 1784 roku oraz Serca Jezusowego z 1887 roku.

Do innych zabytkowych artefaktów należy belka tęczowa z późnogotyckim krucyfiksem datowanym na pierwszą połowę XVI wieku, kamienna chrzcielnica barokowa, kamienna kropielnica z 1842 roku oraz rokokowe organy z 1770 roku.
Kościół znajduje się na szlaku architektury drewnianej województwa małopolskiego w regionie Jurajsko-Oświęcimskim.